# جاي كيث ميلفيل
جاي كيث ميلفيل (بالإنجليزية: J. Keith Melville)‏ هو عالم سياسة وقسيس أمريكي، ولد في 22 سبتمبر 1921، وتوفي في 15 يونيو 1995.